# 硫酸铯
硫酸铯，即硫酸的铯盐，化学式为Cs2SO4。它的溶解度较大，因此可配制成浓溶液，用于等密度或“密度梯度”离心。